# Bukit Merah
Bukit Merah (Chinees: 红山, Tamil: புக்கிட் மேரா) is de meest zuidelijke wijk of Planning Area op het eiland Singapore in de Central Region van de stadstaat Singapore. 
Bukit Merah is al een oudere woonwijk van Singapore en kan beschouwd worden als een slaapstad voor het stadscentrum. Het is de meest bewoonde wijk van de Central Region. In het zuiden bevinden zich enkele grotere parken, zoals Mount Faber. Ook een van de oudere zones van de haven van Singapore, Keppel Harbour, bevindt zich in Bukit Merah, bij HarbourFront waar ook de grootste cruiseschipterminal van Singapore gelegen is.